# لوسيان برايس
لوسيان برايس (بالفرنسية: Lucien Price)‏ هو فنان وصحفي هايتي، ولد في 6 يناير 1883، وتوفي في 30 مارس 1964.